# 李先唐
李先唐（1916年—1974年），曾用名李来全，山西武乡县行道岭村人。中华人民共和国政治人物。

## 生平
1938年12月，加入中国共产党。曾任黎城牺盟会秘书，中共黎城区委会组织委员、书记，中共黎城县委组织部副部长、书记，中共长治县委组织部长，中共平顺县委书记。1953年1月，任长治地委组织部长。1956年3月，任长治地委副书记。1958年2月，升任晋东南地委书记处书记。1963年1月，任晋东南地委组织部长。1965年8月，任晋东南地委副书记。1974年，去世。